# Museos Cívicos de Pavía
Los Museos Cívicos de Pavía (Musei Civici di Pavia) son varios museos en Pavía, Lombardía, norte de Italia. Están alojados en el Castello Visconteo, o Castillo Visconti, construido en 1360 por Galeazzo II Visconti, poco después de tomar la ciudad, hasta entonces ciudad-estado libre. El arquitecto acreditado es Bartolino da Novara. El castillo solía ser la residencia principal de la familia Visconti, mientras que la capital política del estado era Milán. Al norte del castillo se encerraba un amplio parque, que también incluía la Cartuja de Pavía, fundada en 1396 según un voto de Gian Galeazzo Visconti, destinada a ser una especie de capilla privada de la dinastía Visconti. La batalla de Pavía (1525), punto culminante de las guerras italianas, tuvo lugar dentro del parque del castillo.
Los Museos Cívicos de Pavía incluyen la Pinacoteca Malaspina, el Museo Archeologico y la Sala Longobarda, Sezioni Medioevale e Rinascimentale Quadreria dell'800 (Collezione Morone), el Museo del Risorgimento, el Museo Robecchi Bricchetti y la Cripta di Sant'Eusebio.

## Historia
El museo fue construido por voluntad del marqués Luigi Malaspina di Sannazzaro, un artista ilustrado (1754/1835), quien a su muerte donó sus colecciones de arte al municipio. La colección, que con el tiempo se enriqueció con numerosas donaciones, se alojó inicialmente en el Palacio Malaspina y no fue trasladada al castillo hasta 1951.

## Colecciones
La colección arqueológica incluye materiales encontrados por casualidad durante trabajos agrícolas o de construcción; el museo proviene principalmente del coleccionismo privado (Giuletti, colección Reale, etc.). Las arcadas de la planta baja del castillo albergan el Lapidarium formado por estelas, sarcófagos, altares funerarios y votivos, epígrafes, capiteles, colonnemas y miliarios romanos.

### Museo Arqueológico y Sala Longobarda
La primera sala está dedicada al territorio de Ticinum (así se llamaba antiguamente Pavía) en época romana y, entre otros hallazgos, exhibe un área sepulcral, formada por tumbas de cremación de ladrillo y piedra sepulcral, del siglo I d. C. encontrado en Casteggio. La sala también alberga los hallazgos de la necrópolis celta encontrada en 1957 en Santa Cristina e Bissone, cuyo ajuar funerario data del siglo II a. C. se caracterizan por la presencia de objetos celtas estilísticamente tradicionales combinados con productos típicamente romanos, como la loza vidriada en negro. No de otra manera, el ajuar funerario del siglo I a. C. La tumba encontrada en Pavía es a la vez celta (en las cerámicas y broches) y romana (en los elementos de ladrillo de la caja y en el unguentarium de arcilla). Estos son evidencia de la penetración progresiva de la cultura romana en el mundo celta cisalpino. También de la misma época se remonta a una pieza de gran interés: una copa de plata que en el borde lleva una inscripción formada por un nombre de Liguria seguida de una indicación de las medidas de peso romanas encontradas cerca de Zerbo en un grupo de tumbas "galorromanas". cremación y fechada en el siglo II a. C.

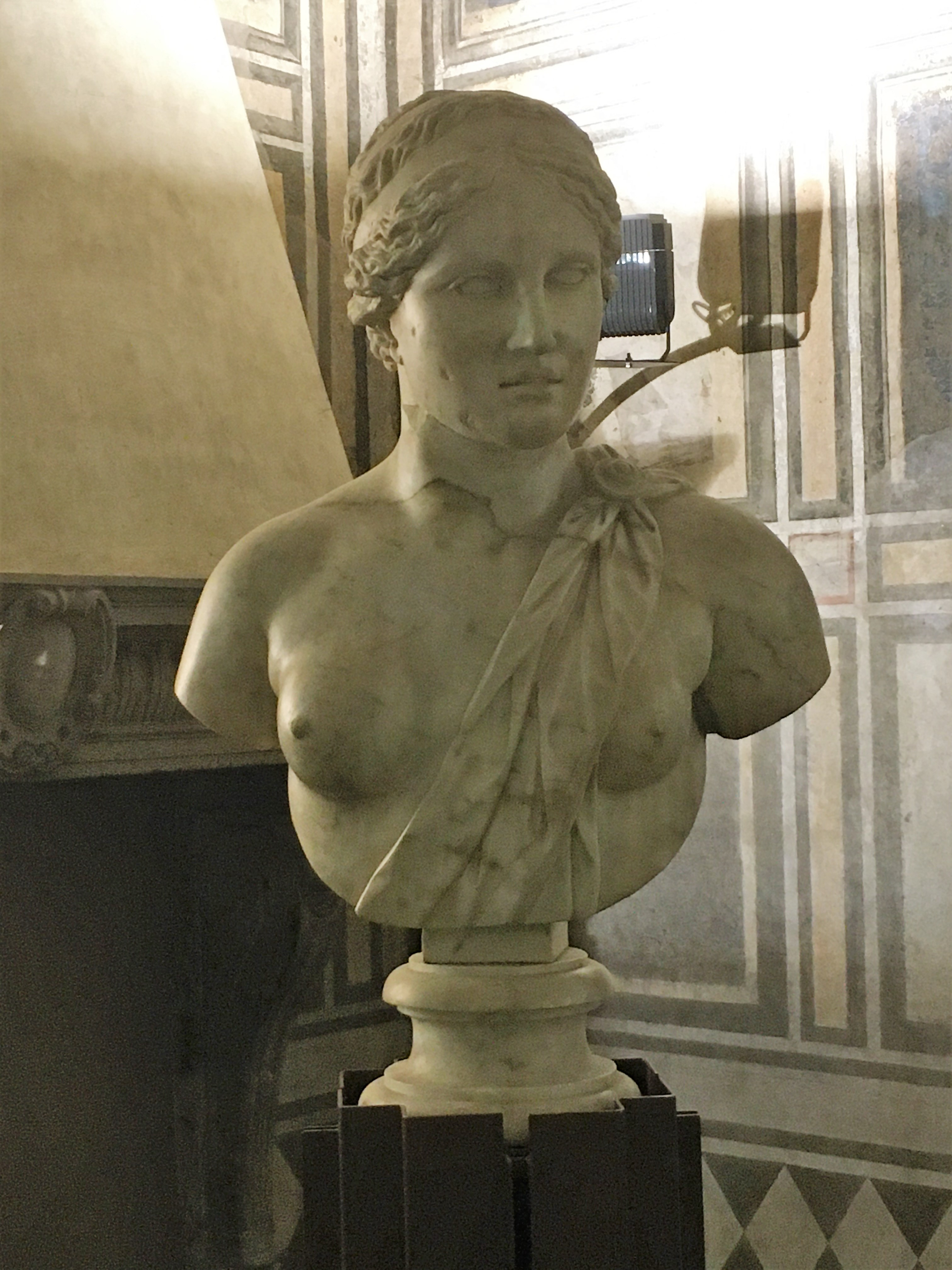
Artemisa Soteira de Cefisodoto el Viejo.

En la segunda sala se exhibe la colección egipcia, donada por el marqués Malaspina di Sannazzaro (quien se la compró a Giuseppe Nizzoli, canciller del consulado de Austria en Alejandría entre 1818 y 1828), compuesta por unas 150 piezas. La colección egipcia no es la única sección del museo que contiene materiales que no proceden de la zona de Pavía: sólo recordamos la colección de cerámica fenicio-púnica (raramente encontrada en los museos italianos fuera de Cerdeña) dejada por Francesco Reale en 1892 o la colección de Italiot y jarrones griegos que llegaron al museo a través de coleccionistas Pavese del siglo XIX.
También en la misma sala se encuentra la colección de vidrio romano, probablemente la más importante del norte de Italia, en la que se encuentran piezas de la más alta calidad y rareza, como el kantharos de vidrio azul oscuro de Frascarolo y la copa de Ennion. El vidrio romano del museo destaca por su calidad y variedad tipológica. En la colección, atribuible en la mayoría de las piezas a los siglos I y II d. C., se testimonian las más diversas técnicas de elaboración.
Junto al vidrio, hay algunas esculturas de época romana halladas en la ciudad y en su territorio, entre las que destaca un busto de mármol griego que representa a Artemis Soteira de Cefisodoto el Viejo, copia romana del siglo I-siglo II Las salas III y IV exhiben restos romanos hallados en Pavía: cerámicas, bronces, terra sigillata, mesa fina cerámica, otros vidrios romanos y grandes hallazgos arquitectónicos y escultóricos, incluida la estatua de un hombre con una toga, conocido como Muto desde la empuñadura hasta el cuello, que data del siglo I-II y procedente de la puerta occidental de la ciudad (Porta Marenga). Entre las esculturas de época romana también se encuentra un retrato femenino, en mármol griego que representa a una mujer de edad madura con ojos profundamente hundidos y sombreros recogidos en la nuca, testimonio de la escultura "culta" de Pavía del siglo III. . También de un monumento sepulcral procede una piedra de mármol con la imagen de Atis, que data del siglo I d. C. Hay hallazgos celtas del período La Tène y cerámica vidriada del siglo I d. C., también en forma de pájaro.

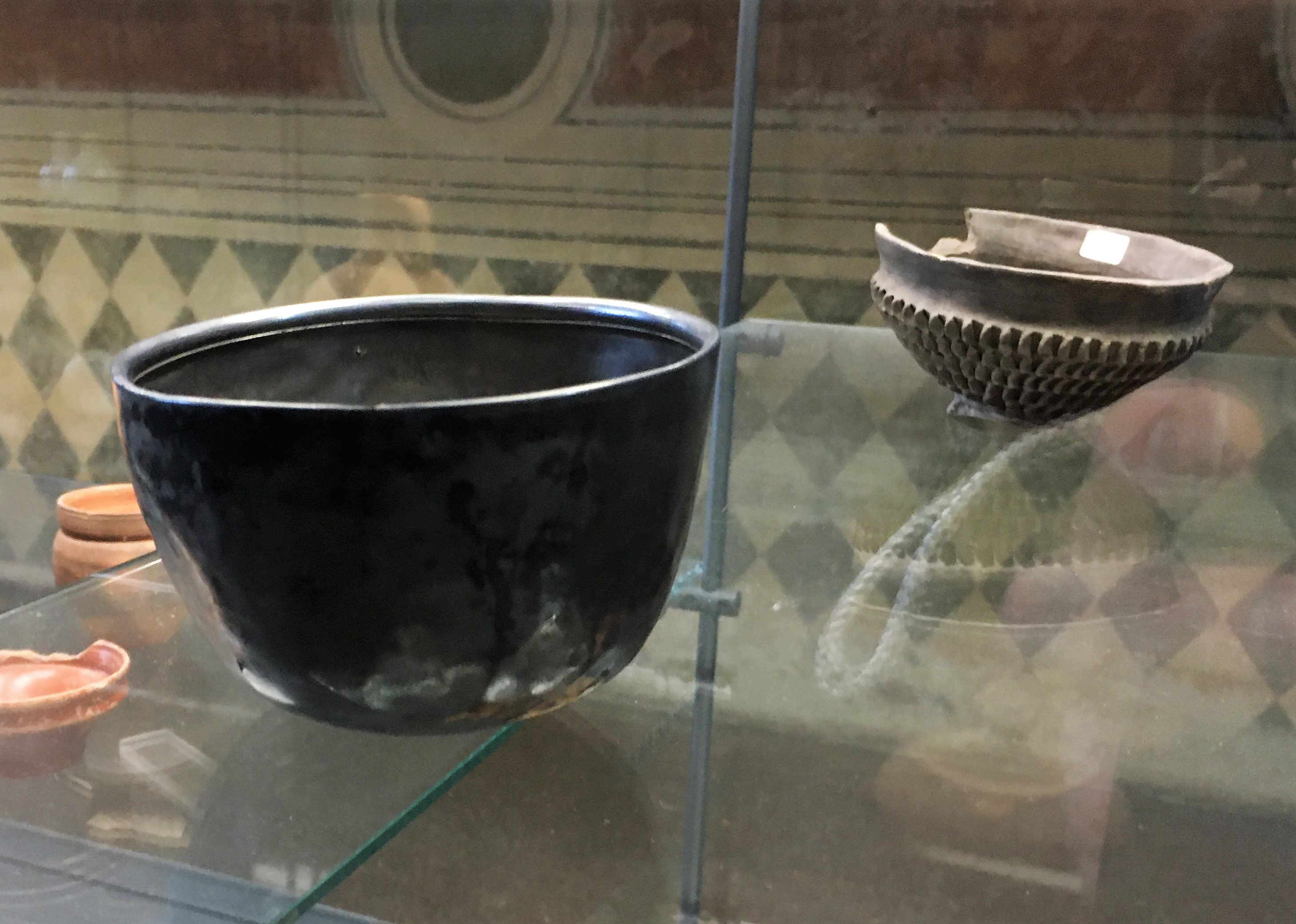
Copa celta de plata de Zerbo, II a.C..
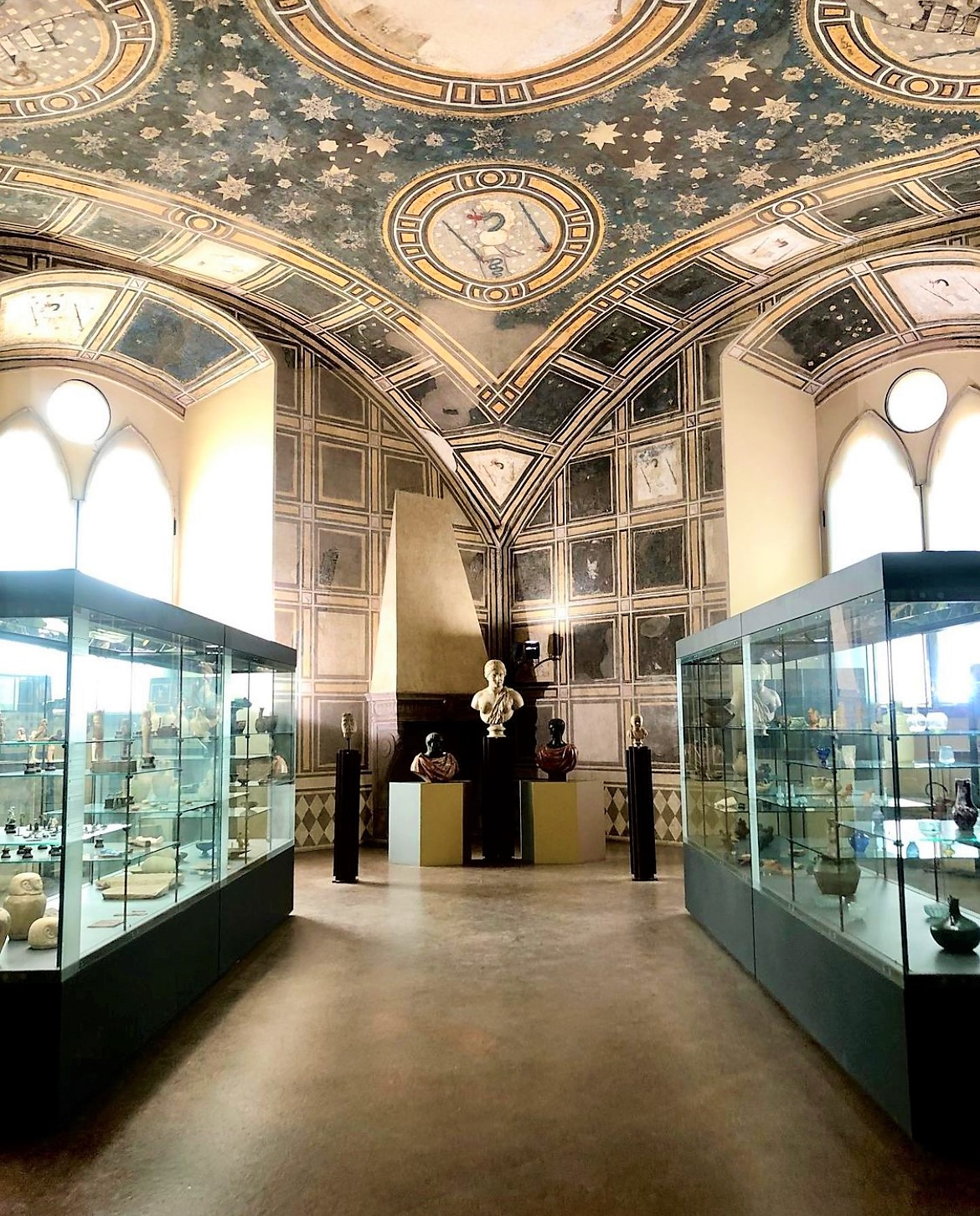
La habitación azul con la colección egipcia.
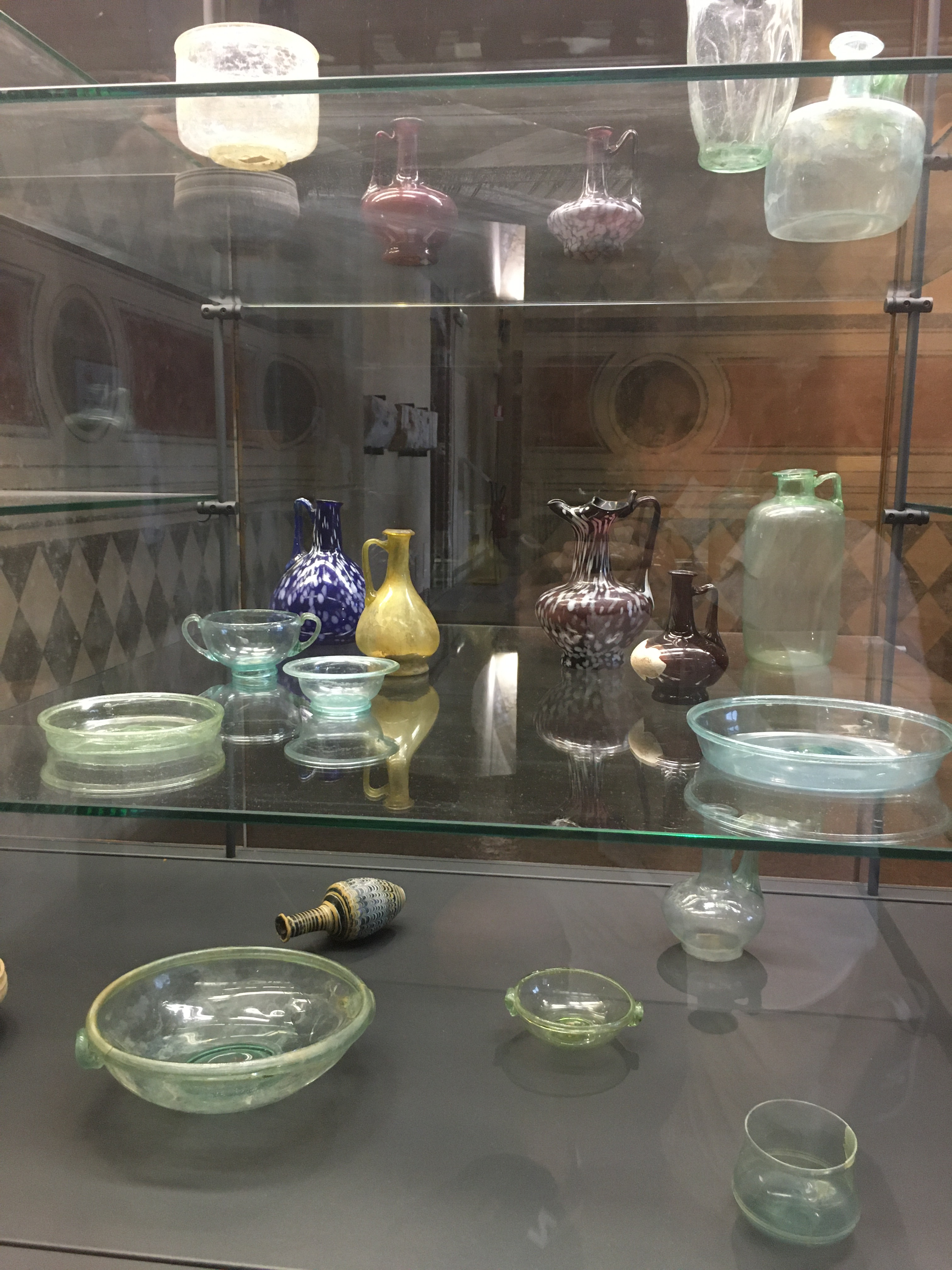
Parte de vidrio romano.
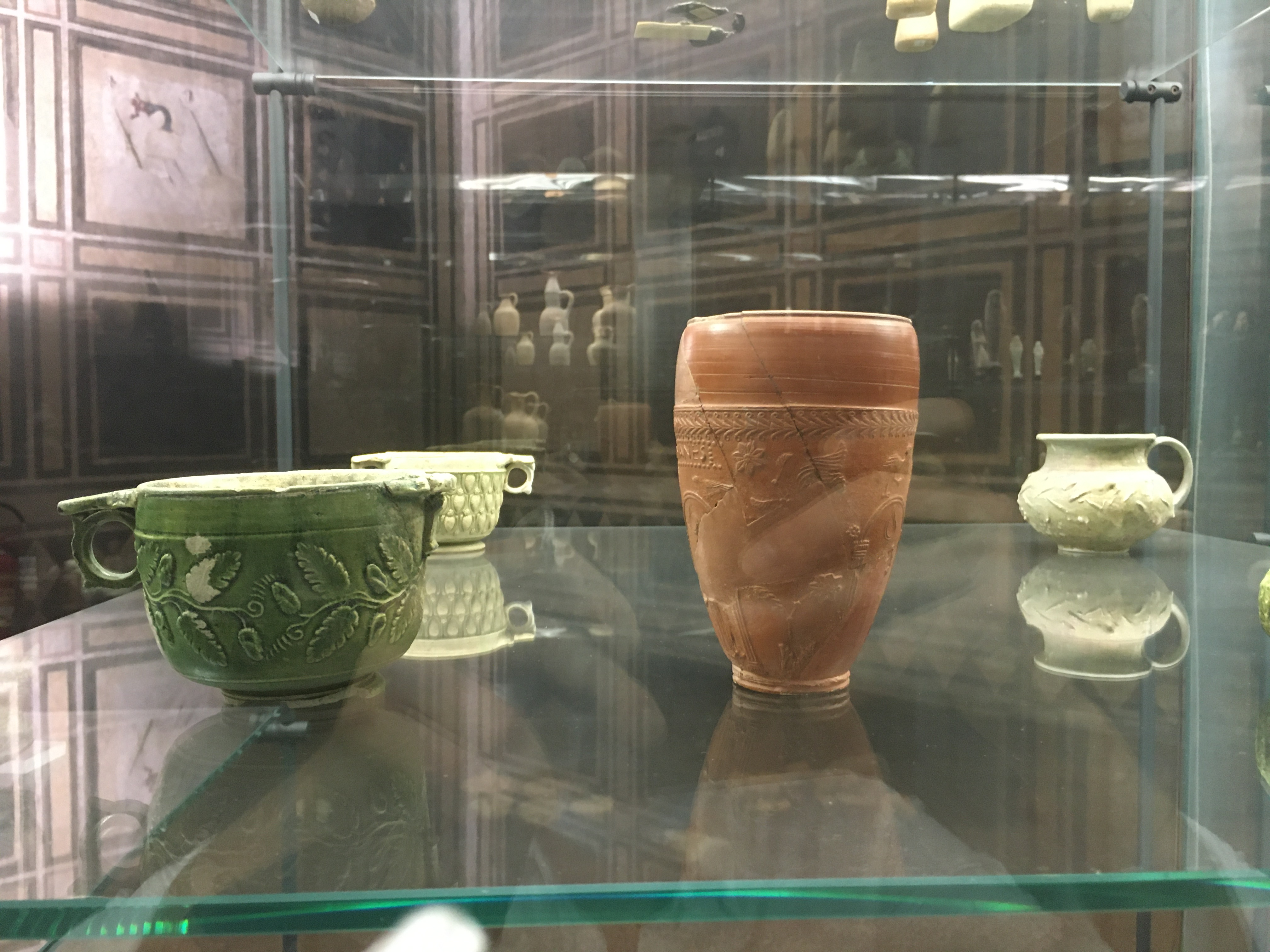
Cerámica vidriada y terra sigillata, I siglo d.C.
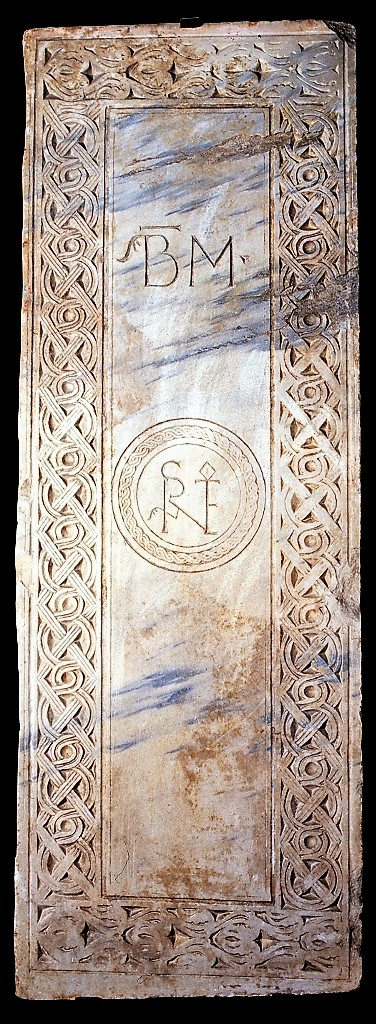
Lápida de Boecio, VI secolo.
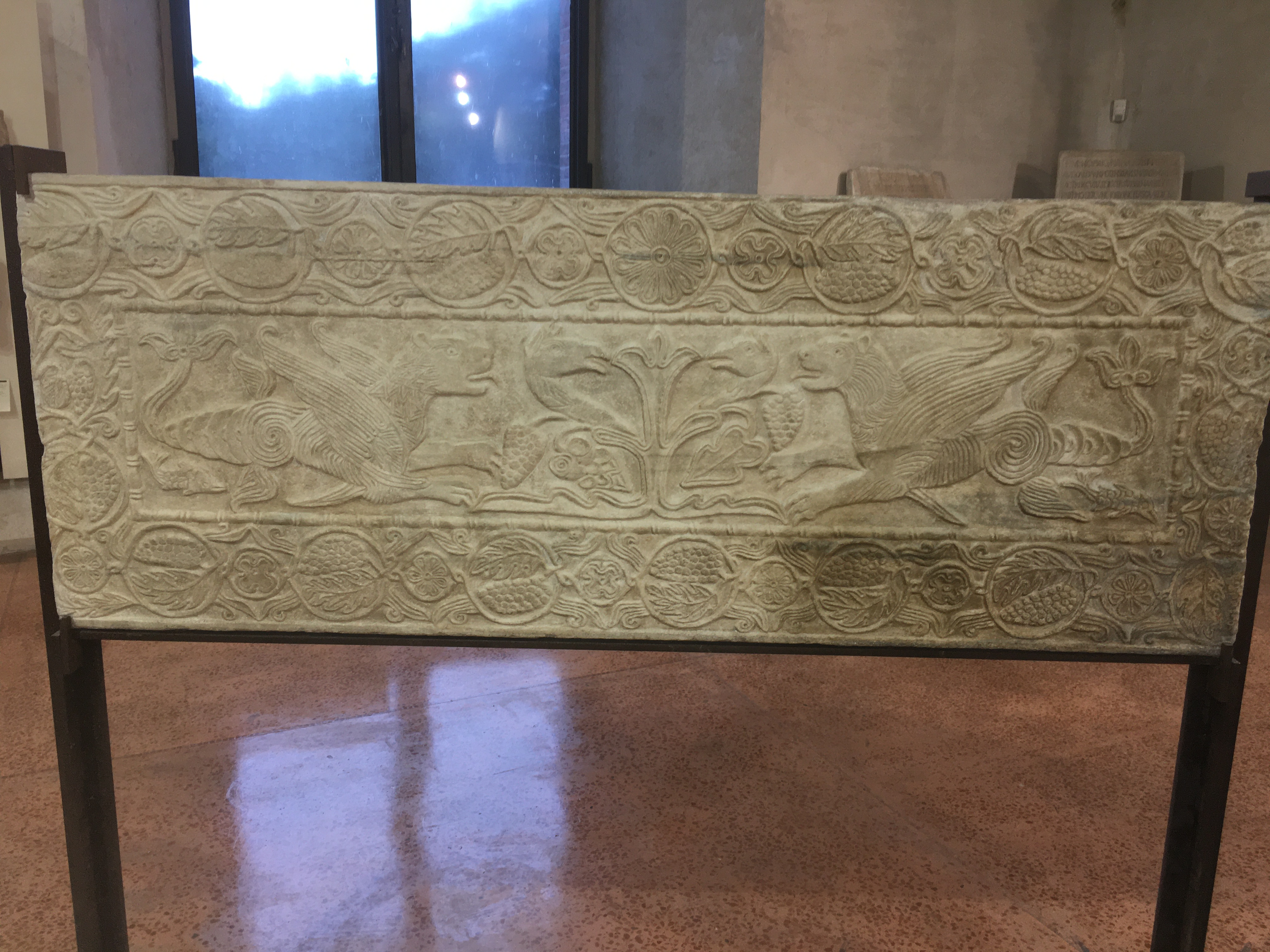
Uno de los pluteos de Teodota, VIII secolo.
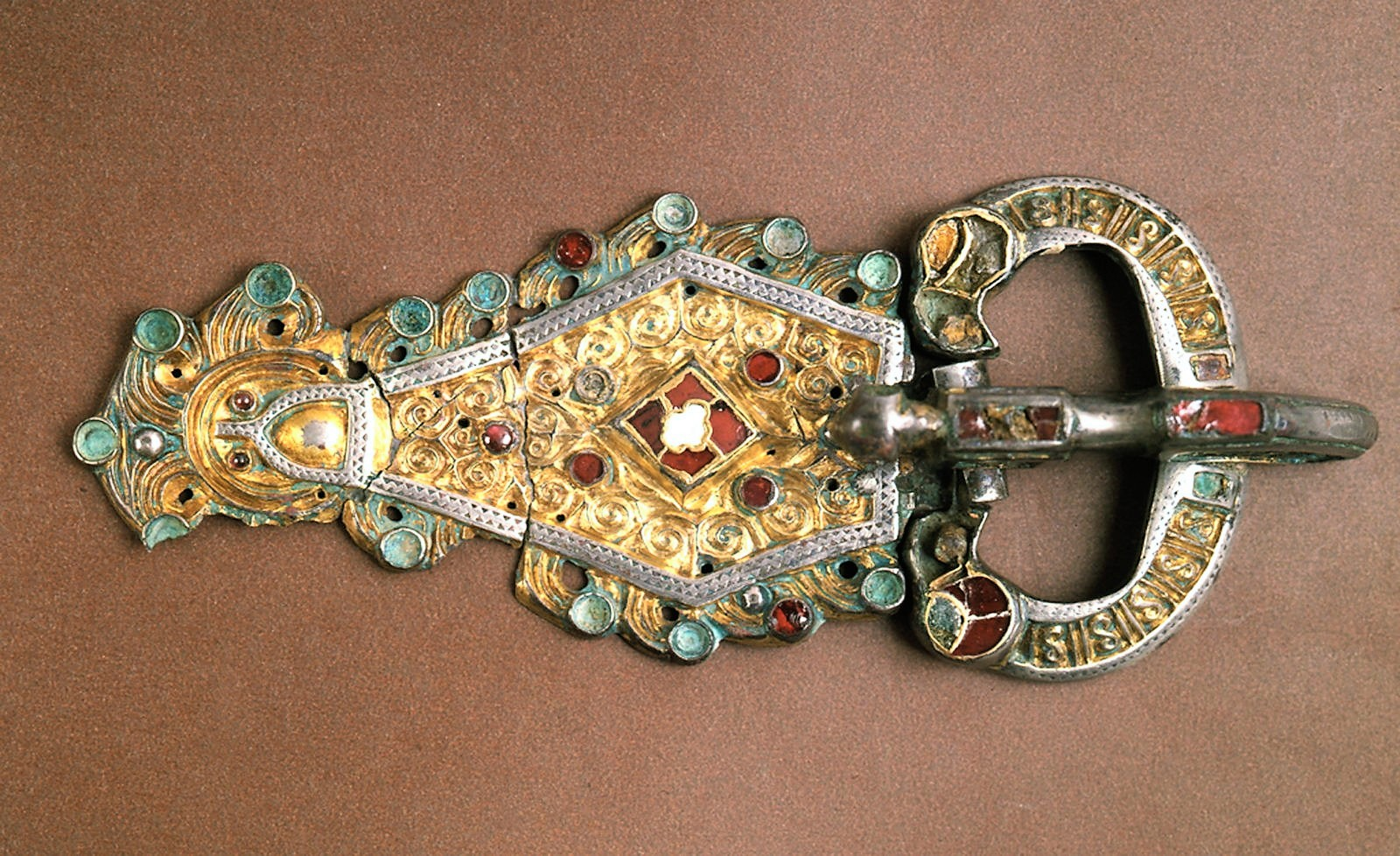
Hebilla de cinturón ostrogoda.
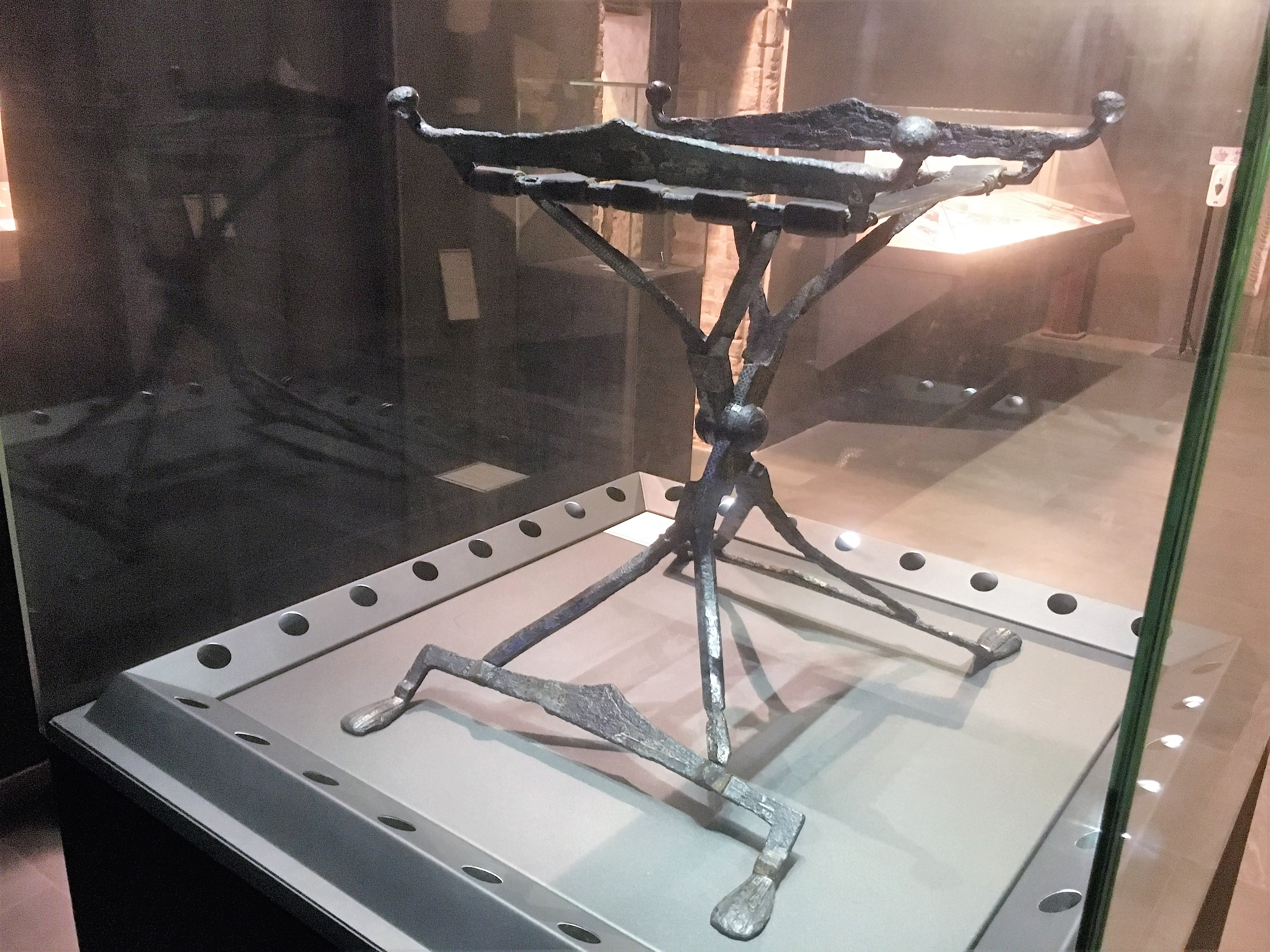
Sella Plicatilis, siglo IX-X.

Siempre vinculada a los acontecimientos de Pavía y su territorio está la Sala Lombarda, donde se exhibe platería paleocristiana (incluida una cuchara litúrgica, un cuenco y un nudo de cáliz encontrados entre el presbiterio y la nave lateral de la basílica de San Miguel el Mayor en 1968) , joyas tardorromanas y ostrogodas (incluidas algunas fíbulas de estribo notables) y hallazgos del período lombardo (incluida una rara estatua de bronce de la época lombarda que representa a un guerrero), evidencia de la importancia y el esplendor de Pavía, entonces la capital del reino. Se conservan muchos hallazgos de gran interés (incluidos históricos): el frente de un sarcófago del siglo II d. C. contiene un epígrafe que conmemora la obra del rey godo Atalarico en el anfiteatro de Pavía entre 528 y 529. Al mismo tiempo también hay un epígrafe funerario en mármol y escrito en griego por una familia siríaca, procedente de la iglesia de San Giovanni en Borgo y algunos fragmentos de azulejos con el sello del obispo Crispino II (521-541), prueba de la presencia de hornos en la ciudad incluso después del fin del mundo romano .
En la sala también se encuentra la gran lápida de mármol, encontrada en Villaregio en el siglo XIX por el filósofo Boecio (alrededor de 480 - 524 o 526), y las lápidas del rey Cunipert, su hija Cuniperga, la reina Ragintruda y el duque Audoald. Testigos de la escultura lombarda en tiempos del rey Liutprand son los conocidos pluteos de Teodota, que representan el árbol de la vida entre dragones alados y un cáliz flanqueado por pavos reales, y el fragmento de pluteo con cabeza de cordero procedente del antiguo Palacio Real de Corteolona, aunque siempre ligada al pasado real de Pavía es la inscripción del sarcófago de la reina Ada (esposa del rey Hugo de Italia, muerto en 931 y enterrado en la iglesia de San Gervasio y Protasio) y la silla plicatilis, un plegado silla de arte carolingio u otoniano en hierro revestido de plata y cobre dorado, ejemplar raro (muy pocos museos europeos conservan mobiliario de esa época y casi ninguno alcanza la calidad del ejemplar de Pavía) por su complejidad técnica y refinada decoración.

### Sección románica y renacentista
La evolución artística y arquitectónica de la ciudad está representada en las salas que van del 7 al 14, donde se conservan hallazgos escultóricos y arquitectónicos románicos, góticos y renacentistas, en particular la sección románica es probablemente una de las más grandes del norte de Italia. Muchos de ellos provienen de edificios destruidos durante el siglo XIX, como los de las iglesias de Santa Maria del Popolo y Santo Stefano (del siglo XII y demolidas durante el siglo XIX para dar cabida a la Catedral). En particular, se exhiben los portales monumentales de las dos iglesias (sala VIII y X), numerosos capiteles y una parte de la pared con ladrillos vidriados blancos, verdes y azules de Santa Maria del Popolo (siglo XI), entre los italianos más antiguos ( y europea) ejemplos de mayólica.
También de Santa Maria del Popolo proceden también unos capiteles (s. XI y XII) que reflejan la decoración y la forma de los capiteles corintios de la época clásica y un capitel representado y siete figuras que sujetan el personaje en el centro, mientras que el último de la serie lleva respectivamente una cruz y un cuchillo.
En la décima sala también se conservan las esculturas románicas más importantes: las de la iglesia de San Giovanni in Borgo (también demolida en el siglo XIX para ampliar el jardín del Colegio Borromeo), entre las que recordamos un capitel con dragones y telamon y un capitel con dragones mordidos por máscaras, obra del llamado Maestro de Dragones, todo ello datado en las primeras décadas del siglo XII.

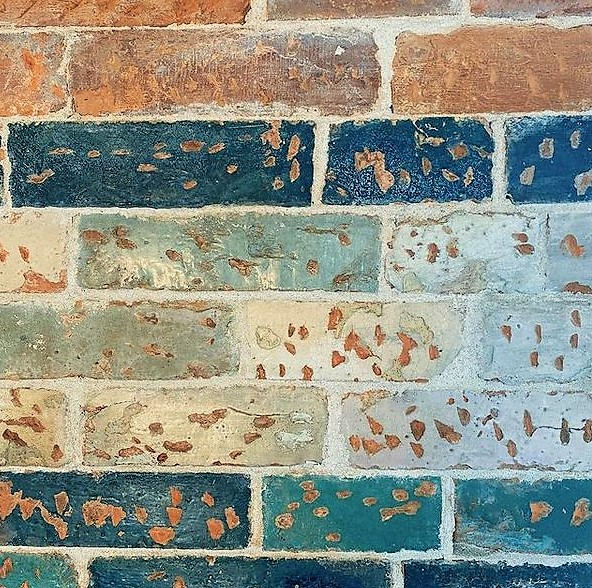
Ladrillos vidriados de Santa Maria del Popolo, XI siglo.
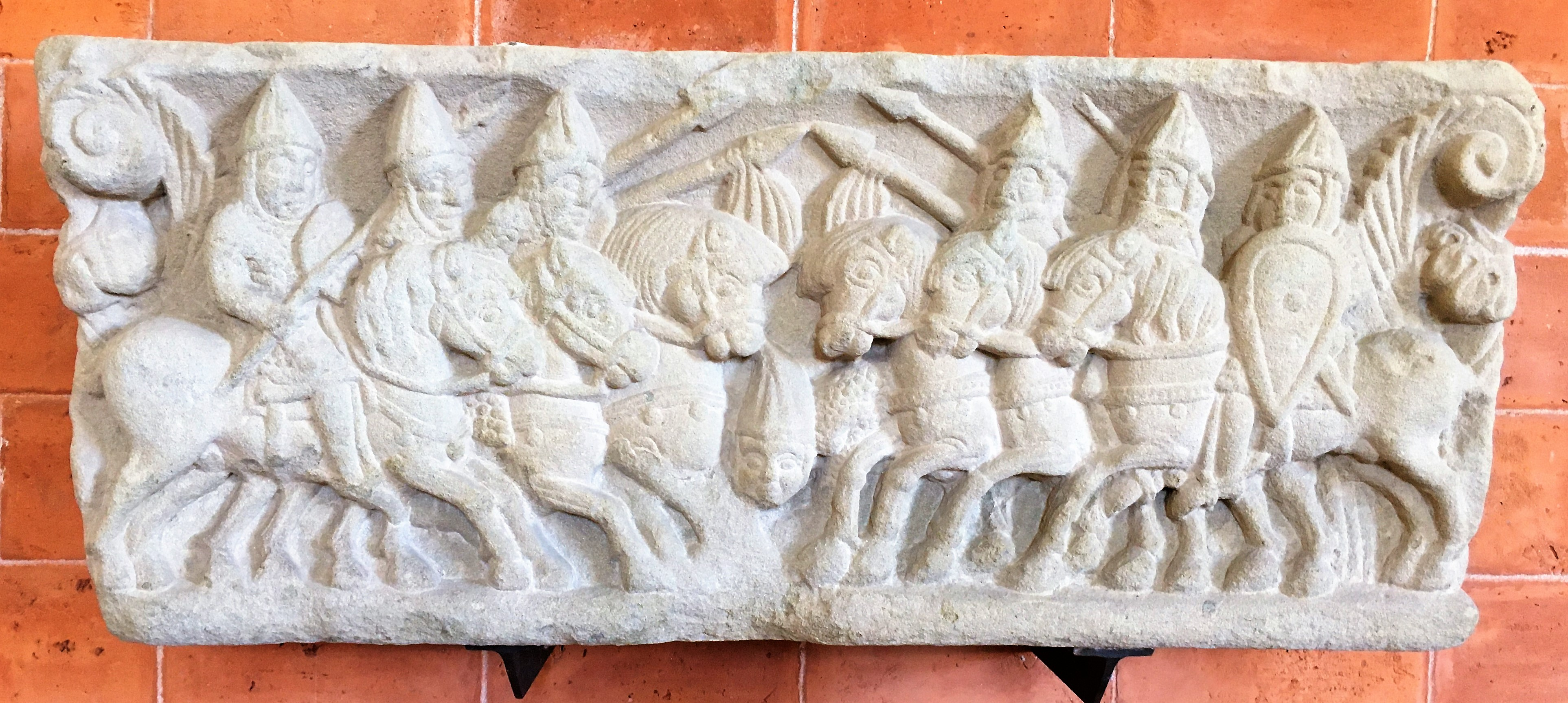
Capital con escena de batalla, primera mitad del siglo XII.
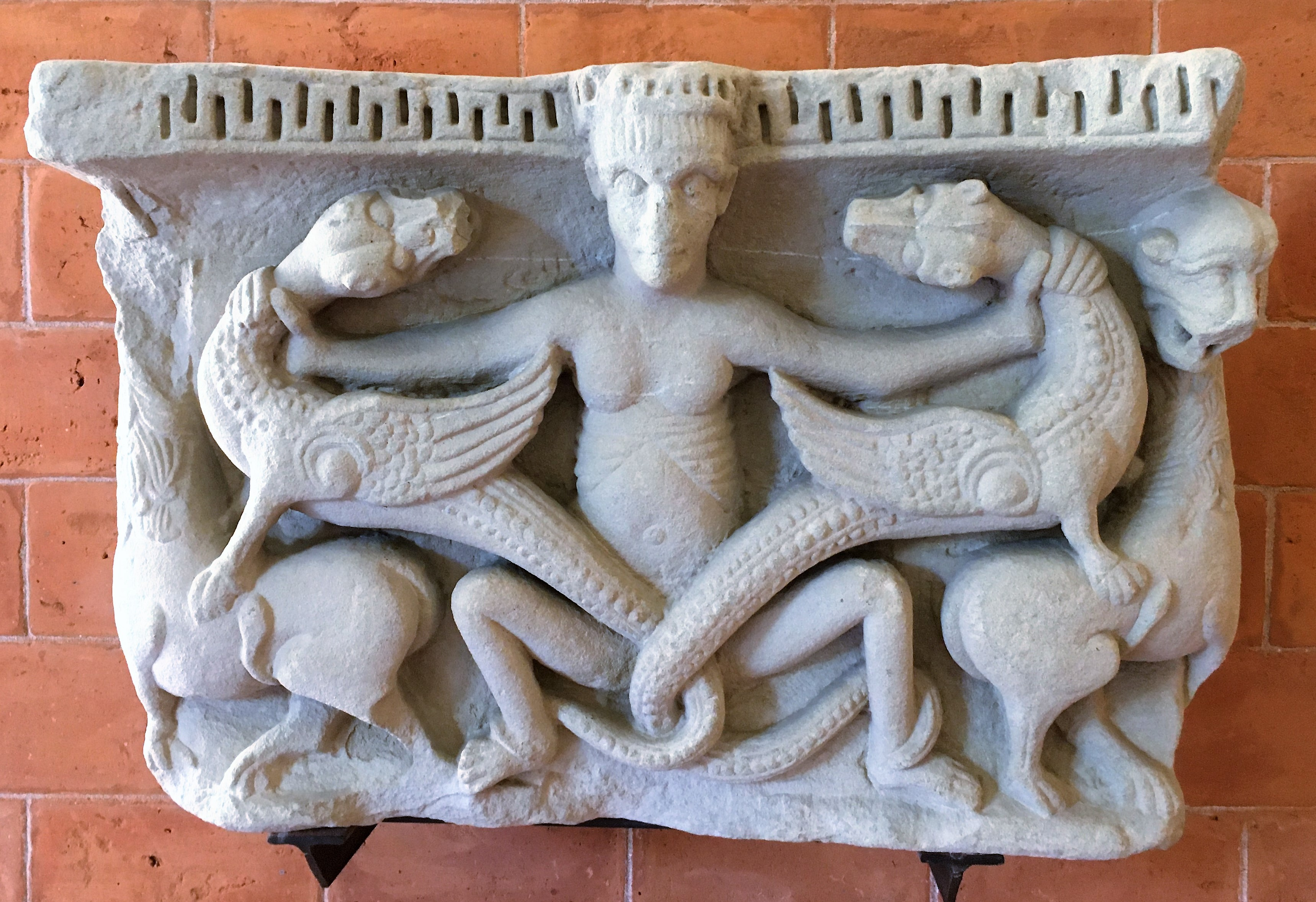
Capitel del Maestro de Dragones, siglo XII.
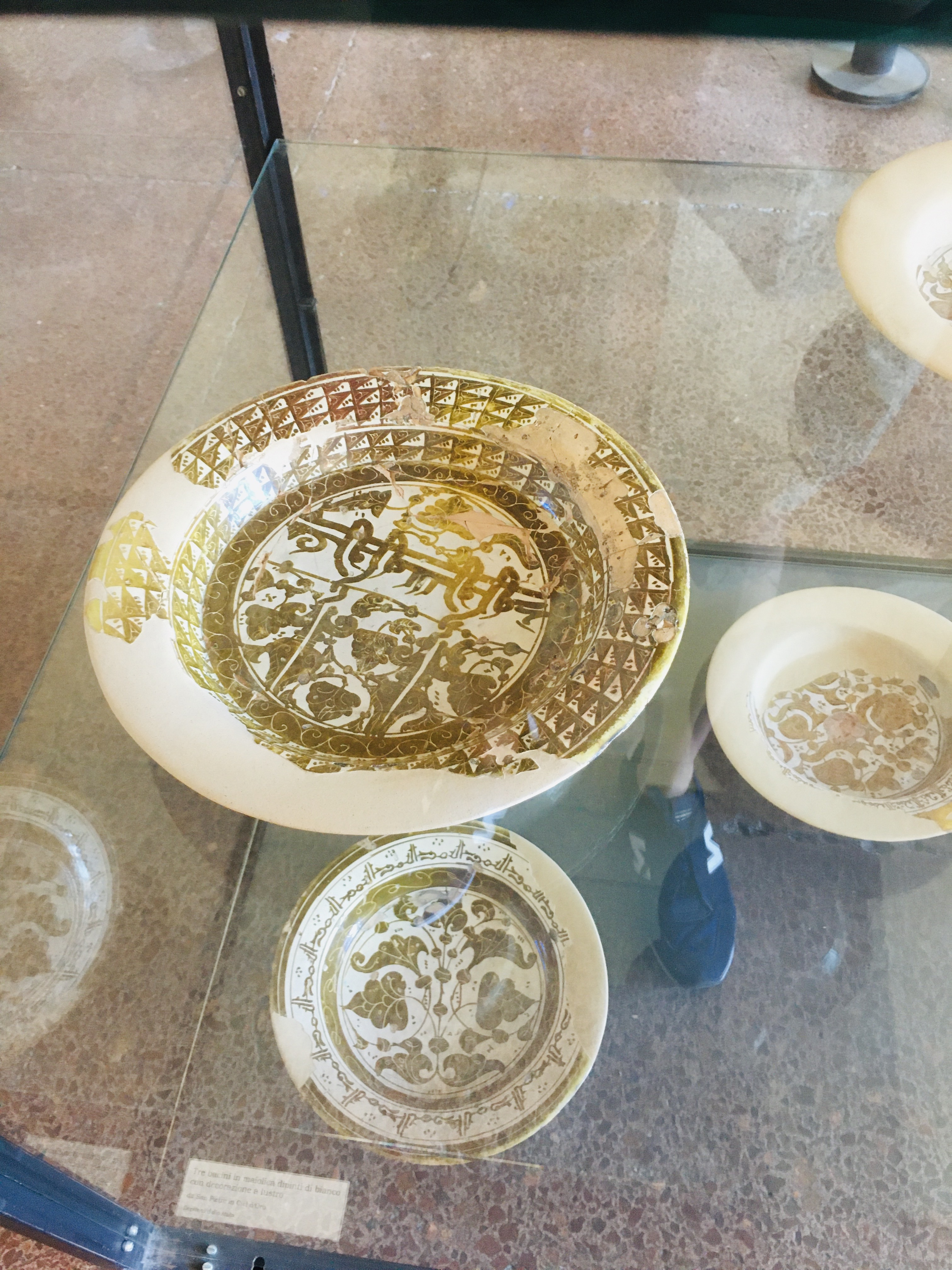
Algunos platos islámicos, siglos XI y XII.
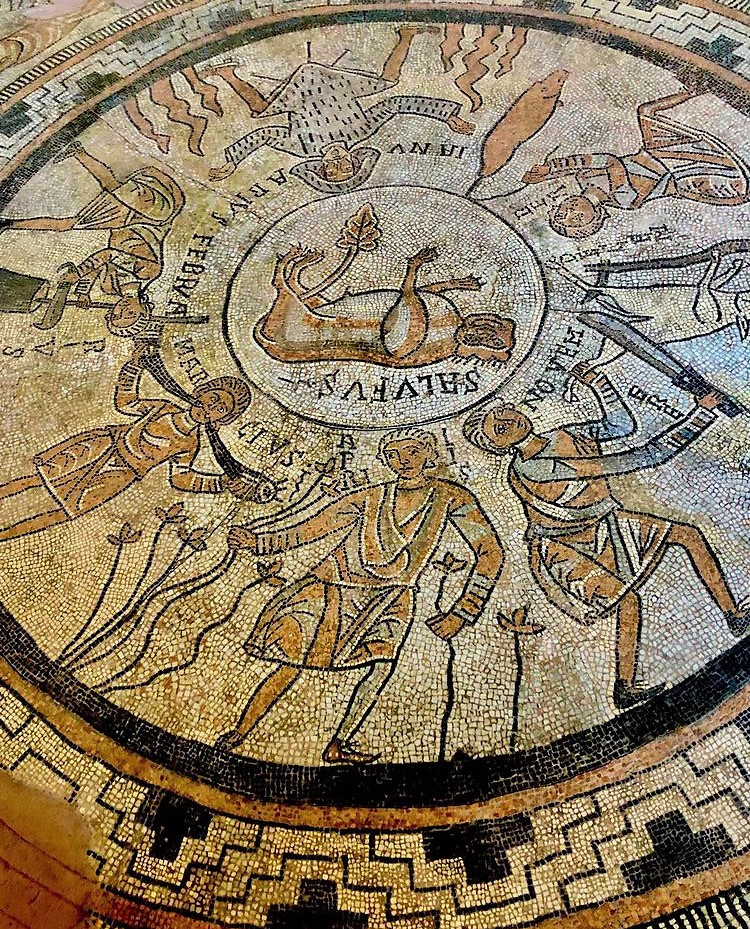
Rueda de los meses, de Santa Maria delle Stuoie, siglo XII.
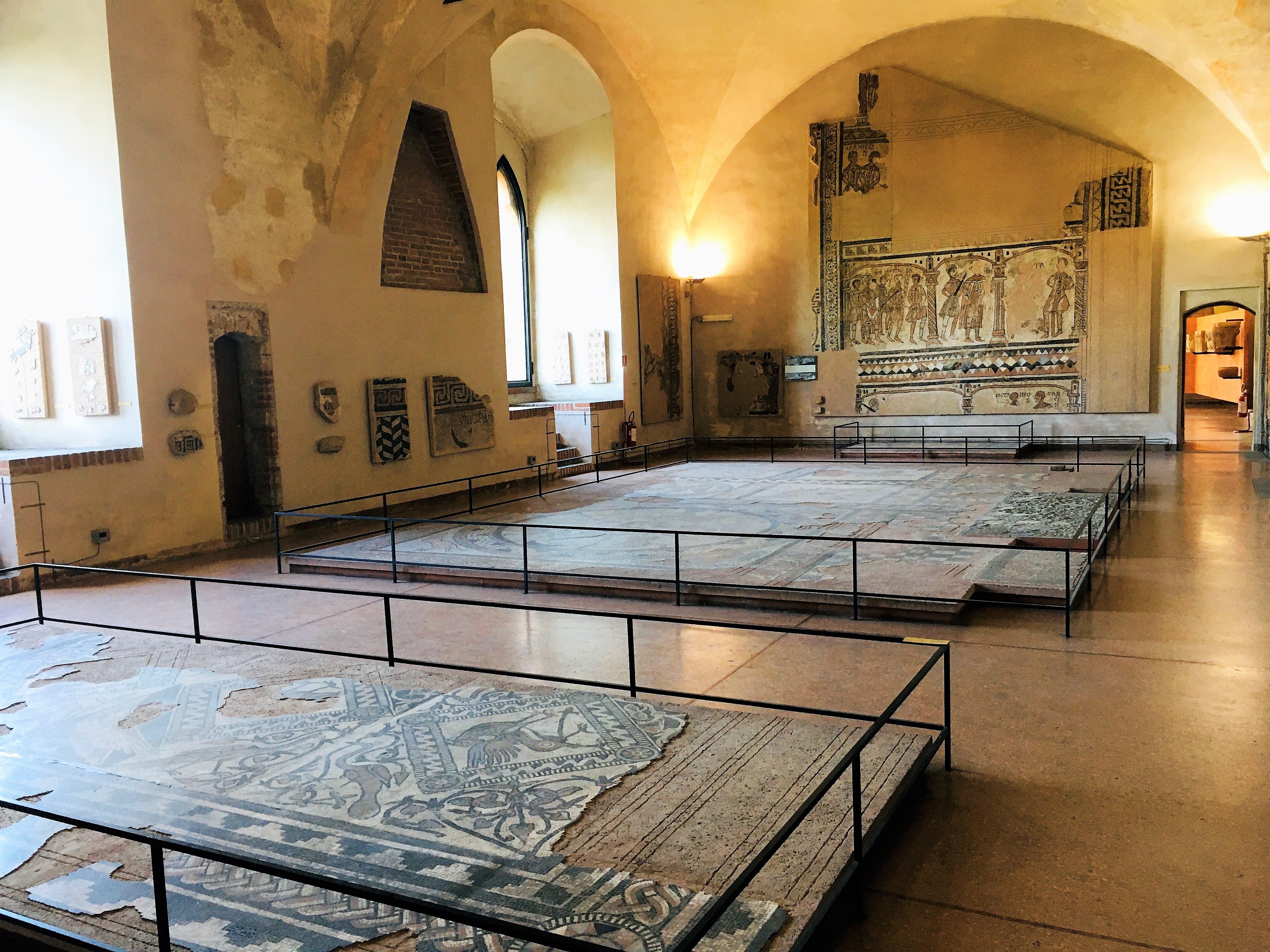
La sala de los mosaicos románicos, siglos XI y XII.

De particular interés son los numerosos platos expuestos, todos productos importantes del Oriente islámico y bizantino, que adornaban las fachadas de iglesias y edificios (muchos todavía se encuentran en las fachadas de las iglesias románicas de Pavía, tanto que Pavía, después de Pisa y Roma es la ciudad italiana que conserva el mayor número). Estos eran productos muy caros y valiosos y estaban hechos con técnicas entonces desconocidas en Occidente.
También de origen oriental son otros hallazgos contemporáneos, como un ataúd islámico del siglo XI en lámina repujada (procedente de Daguestán) procedente de la iglesia de San Teodoro. Junto a los hallazgos escultóricos, en la sala 11 se conservan algunos mosaicos románicos (siglo XII) de las iglesias de Santa Maria del Popolo, Sant'Invenzio y Santa Maria delle Stuoie (la rueda de los meses). Los mosaicos de Santa Maria del Popolo fueron encontrados en sucesivas fases en los derribos de 1854 y 1936. El mosaico del suelo de la nave central adapta la temática de una gran rueda incluida dentro de un marco bordeado por cinta, espiga y, lateralmente, con motivos geométricos. La lucha entre Faith y Discord se representa en la banda más grande, como lo indican las leyendas en latín que todavía marcan al lobo y al cuervo. En cambio, el mosaico de la nave derecha representa escenas del martirio de san Eustaquio y destaca también por la rareza iconográfica (la pasión del santo está representada en los capiteles de la iglesia de Vézelay en Borgoña, en el claustro de Monreale, pero éste en Pavía sería el único ejemplo de mosaico).
De particular interés es una serie homogénea de capiteles de mármol rojo de Verona decorados con follaje y cabezas, de fina factura y expresión de la escultura del gótico tardío lombardo (finales del siglo XIV). Las perpetuas demoliciones y derribos del tejido edificatorio urbano han dotado al museo de una impresionante cantidad de terracotas arquitectónicas; por lo tanto, las piezas individuales son indicativas de su relevancia para los cursos de cuerdas, ventanas, portales y, de acuerdo con los requisitos de estilo, para una renovación que la ciudad experimentó sobre todo en la época Visconti y Sforza, cuando junto a los grandes edificios públicos y palacios nobles, incluso los pequeños propietarios vinieron actualizando sus casas al nuevo gusto.  

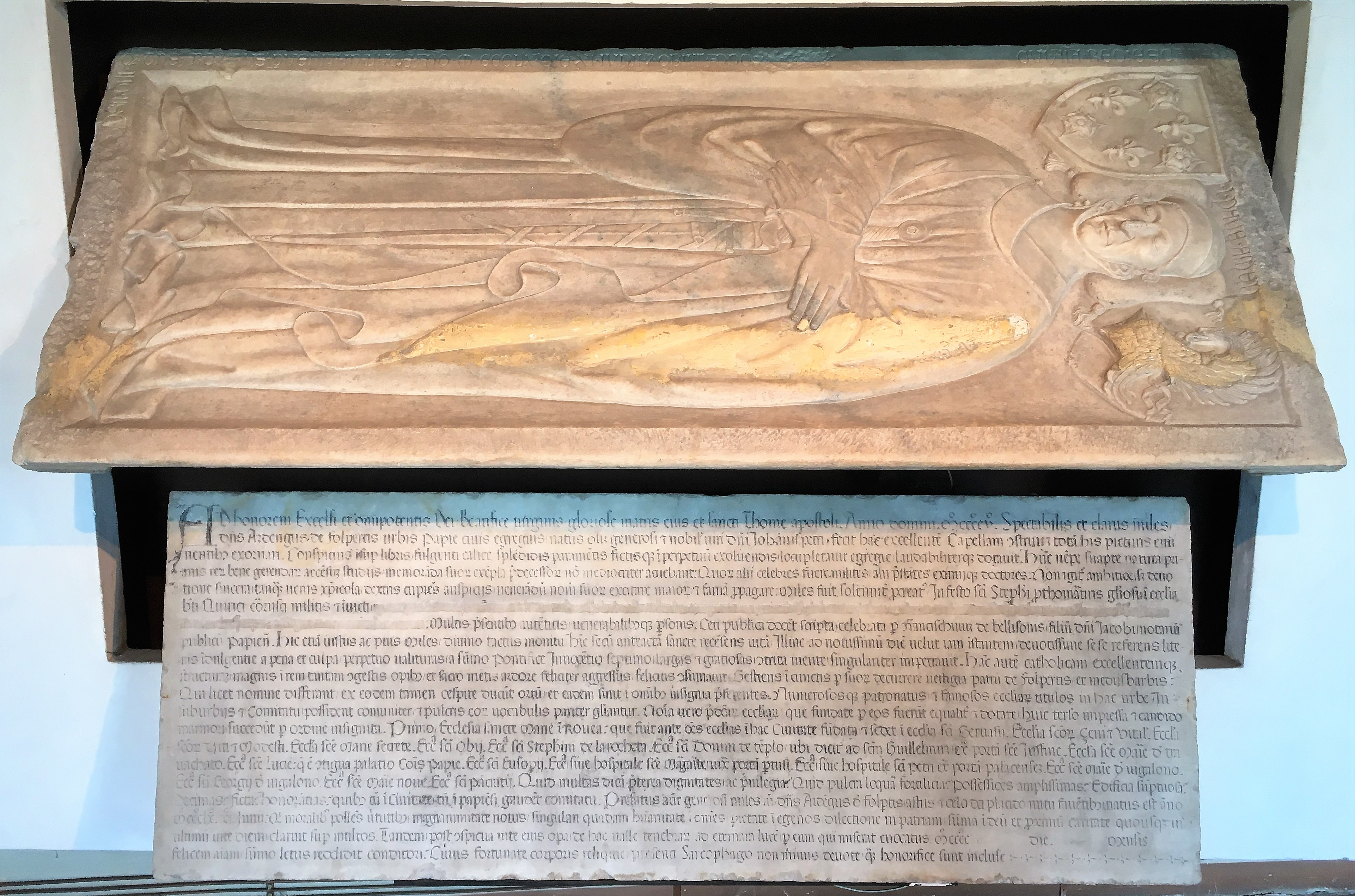
Jacopino da Tradate, lápida de Ardengo Folperti, hacia 1430.
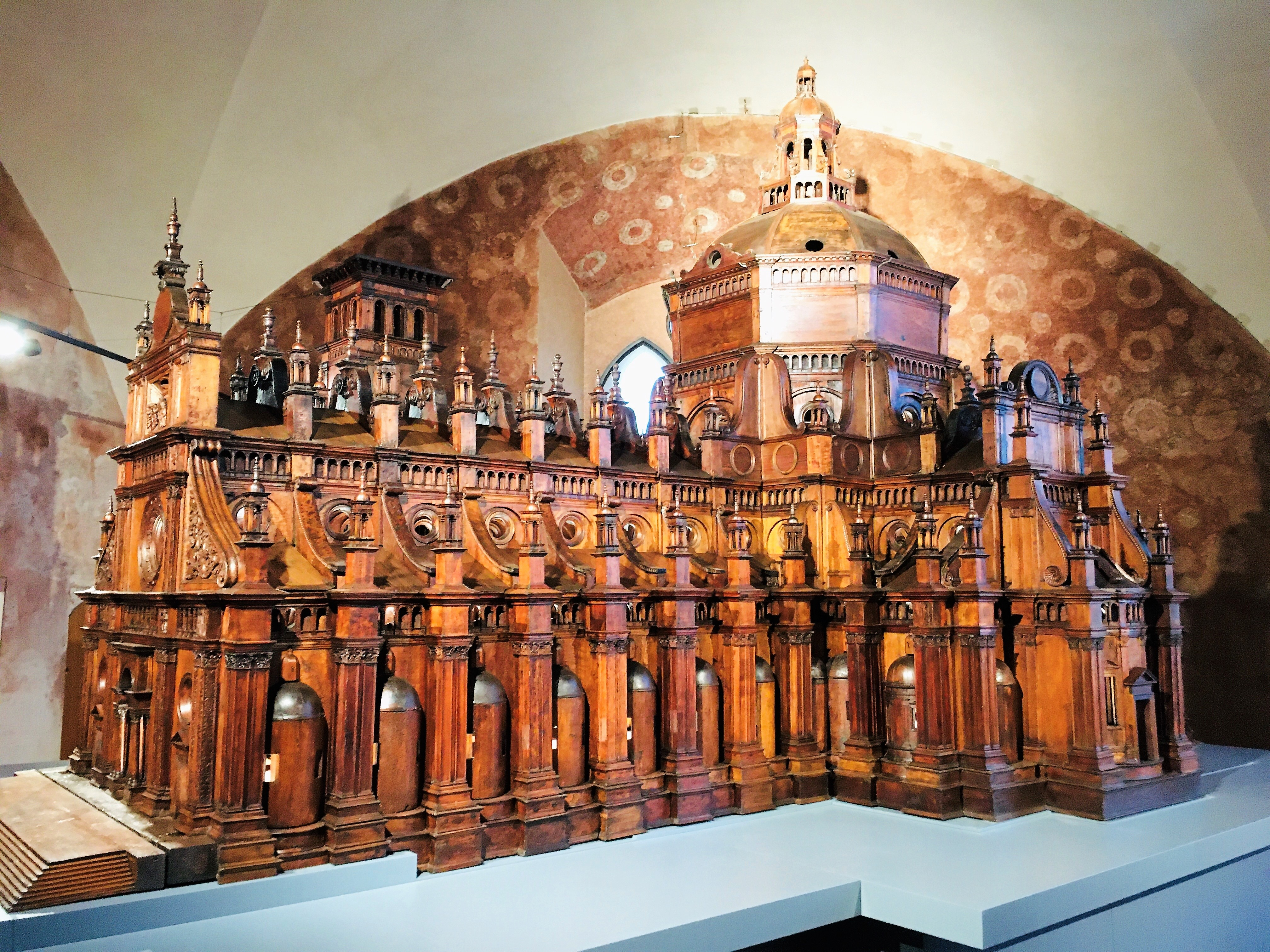
Maqueta de la Catedral de Pavía, 1497.
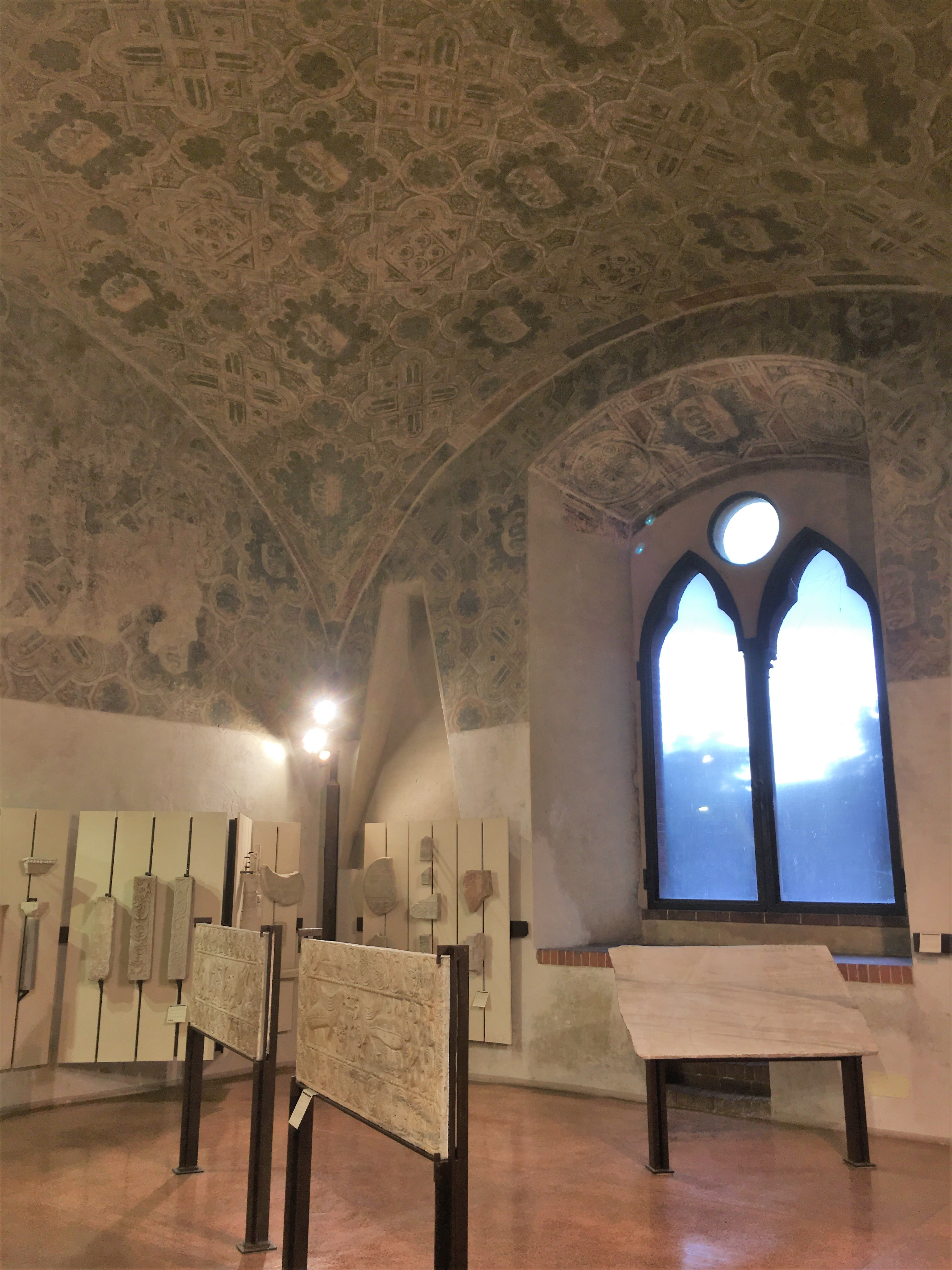
Una de las salas de la sección lombarda.
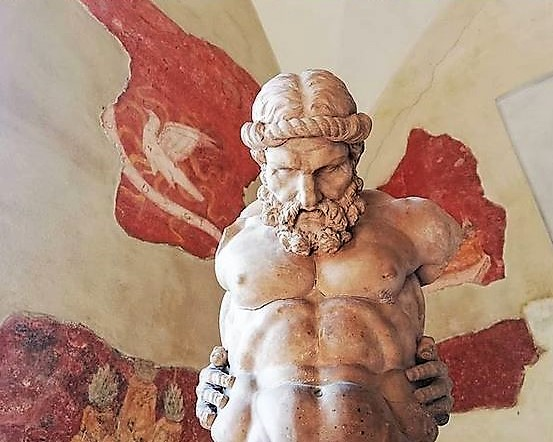
Annibale Fontana, Telamone, segunda mitad del siglo XVI.

Más allá de la posible restitución de algún contexto, la misma cualidad es un dato significativo de una producción paleoindustrial que la existencia documentada de hornos, a partir de la primera mitad del siglo XIV, puede atribuir a Pavía. La lápida de Ardengo Folperti (ministro de Filippo Maria Visconti, fallecido en 1430), atribuida a Jacopino da Tradate y el epígrafe funerario de Francesco da Brossano (nieto de Francisco Petrarca, fallecido a temprana edad en Pavía), también datan del mismo período que fue enterrado en la iglesia de San Zeno). En particular, la losa de Folperti debió constituir la tapa del sarcófago de un monumento más complejo, mientras que el epígrafe de Francesco da Brossano se caracteriza por el refinamiento de los caracteres góticos, elegantemente grabados y dorados, acompañando la importancia del texto poético, en coplas elegíacas, dictadas por el mismo Petrarca. Rica es también la Sección Renacentista que conserva obras de arte del sitio de construcción de Cartuja (en particular muchas esculturas de terracota) y testimonios escultóricos atribuidos a la escuela de Giovanni Antonio Amadeo y Cristoforo y Antonio Mantegazza, activos en la decoración de la fachada de Certosa: incluyendo el panel con la Anunciación del monasterio de San Salvatore, con evidentes influencias de Bramante, y el edículo con la Pietà, una vez clavado en la pared exterior del Hospital San Matteo o el busto de telamón atribuido a Annibale Fontana.

### Museo del Risorgimento

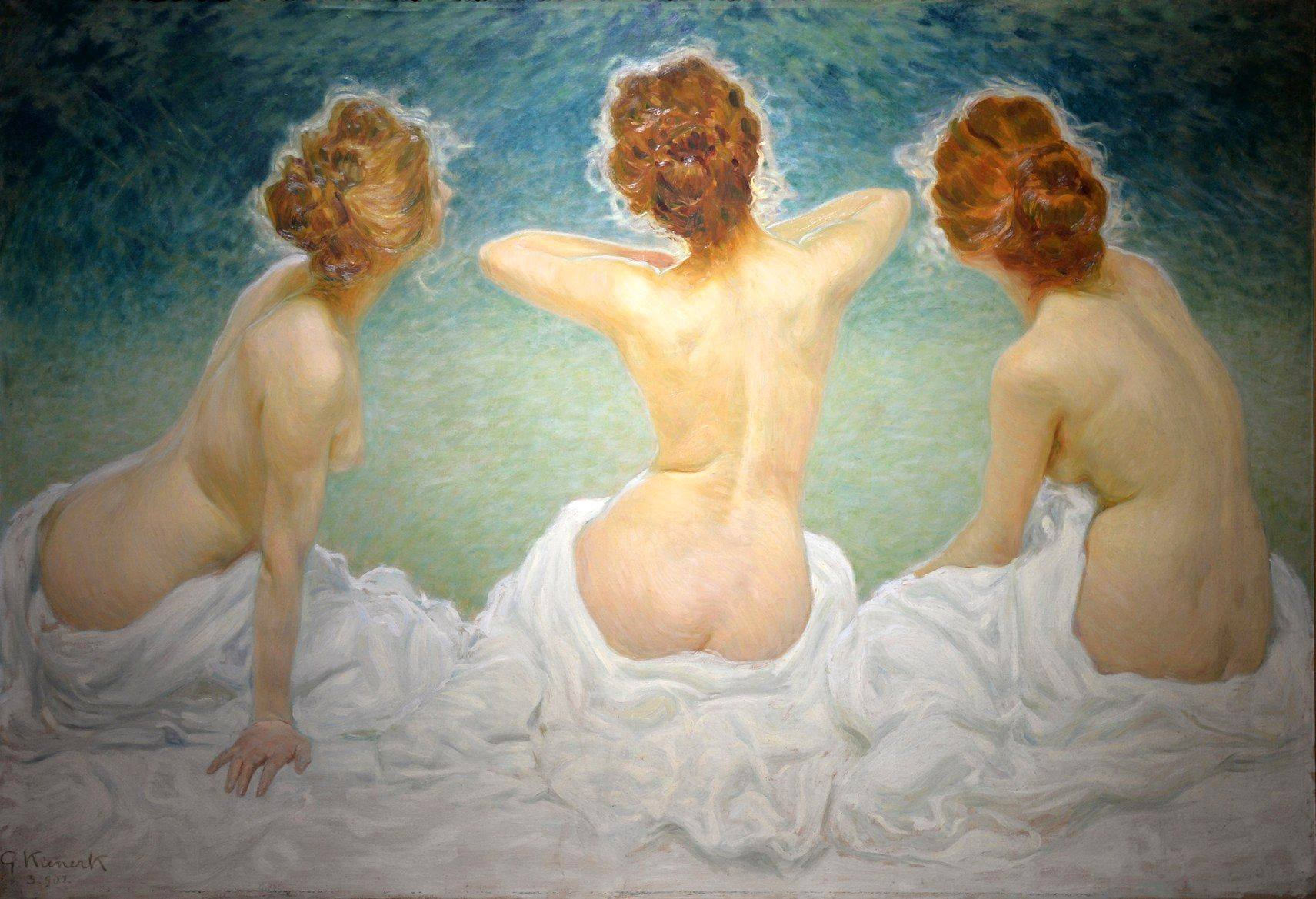
Giorgio Kienerk, Juventud.

El Museo del Risorgimento fue establecido por el municipio en 1885, inicialmente gracias a los numerosos legados de ciudadanos que, por diversas razones, participaron en la epopeya del Risorgimento y dejaron documentos, libros, fotografías, armas y objetos al recién nacido museo. El itinerario del museo se divide en tres salas: la primera sala abarca el período que va desde los años de María Teresa I de Austria hasta el Reino de Lombardía-Venecia, dedicando un espacio especial a la vida social, económica y cultural de Pavía, a la vivacidad de la universidad, recogiendo también materiales de época anterior, como un sello del municipio de Pavía del siglo XVI. La segunda sala está íntegramente dedicada a la familia Cairoli, mientras que la tercera sala exhibe armas y uniformes (austríacos, piamonteses y franceses) del período del Risorgimento y dedica espacio a la figura de Garibaldi y Benedetto Cairoli.

### Otras colecciones
El museo también recoge otras colecciones, como la de Luigi Robecchi Bricchetti (1855-1926), ingeniero y explorador de Pavía, que donó al museo en 1926 numerosos artefactos recogidos por él en África y la de Numismática, formada sobre todo gracias a importantes legados, como la colección de Camillo Brambilla, que cuenta con unas 50.000 monedas y abarca un período cronológico comprendido entre las emisiones clásicas griegas y las acuñaciones de la época moderna, con especial riqueza para el sector relativo a las monedas medievales y modernas y las emitidas por la ceca de Pavía.

### Pinacoteca Malaspina

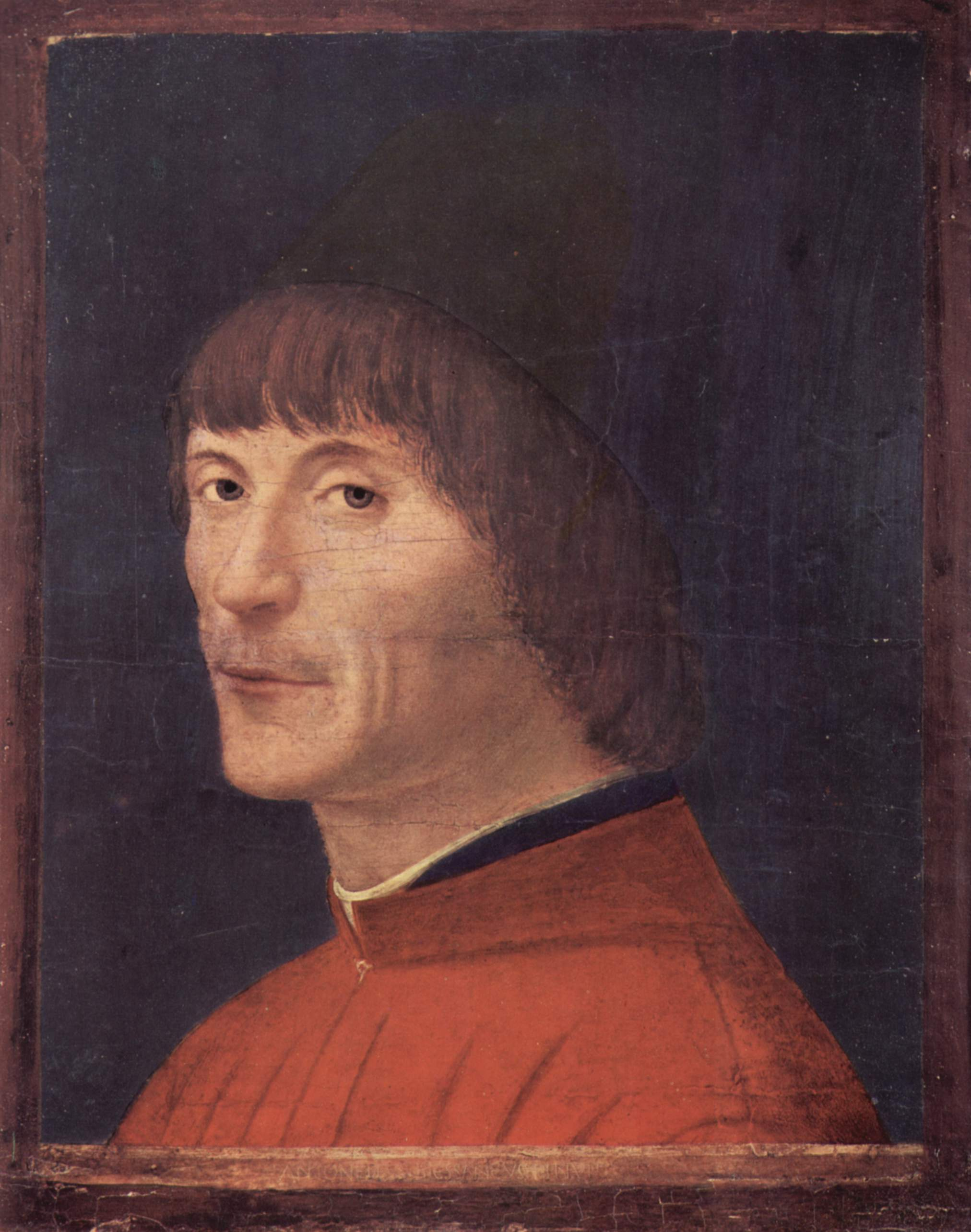
Antonello da Messina, Retrato de un hombre, hacia 1460.

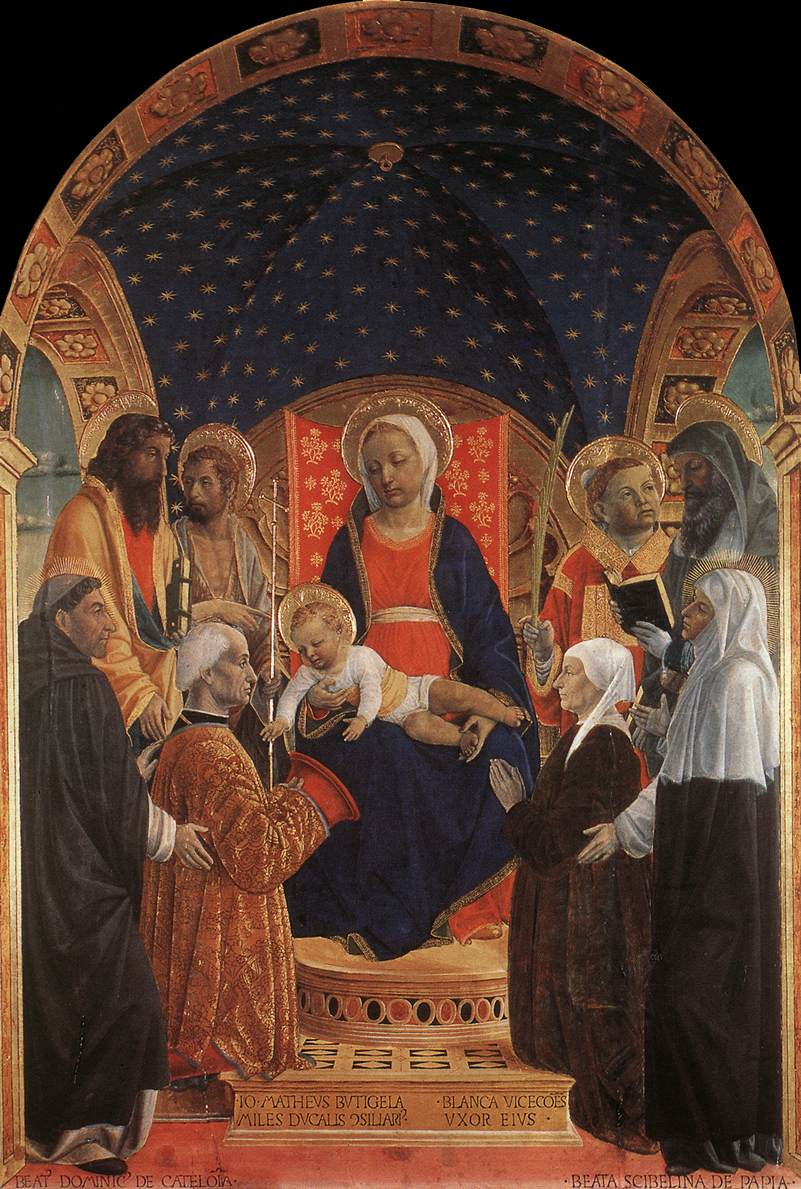
Vincenzo Foppa, Retablo de Bottigella.

La pinacoteca Malaspina tiene su núcleo en la donación del Marqués Malaspina; se amplió con donaciones posteriores de diversas entidades y personalidades, como Brambilla y Radlinski. En 2001 la galería de arte se enriqueció con el legado de los coleccionistas de Pavía Carla y Giulio Morone, la donación consta de 66 obras, entre pinturas, pasteles y dibujos de artistas italianos como Federico Zandomeneghi, Giovanni Segantini, Plino Nomellini, Giuseppe de Nittis, Luigi Conconi, Daniele Ranzoni, Tranquillo Cremona, Giovanni Boldini, Giuseppe Pellizza da Volpedo, Vittore Grubicy de Dragon, Carlo Fornara, Oreste Albertini y muchos otros. Dentro de la pinacoteca también hay muchos ejemplos de mayólica de Pavía, la ciudad, de hecho, entre los siglos XVI y XVIII, fue uno de los principales centros de producción de mayólica en el norte de Italia.
En una sala se encuentra la rara maqueta en madera de la Catedral de 1497, obra de Giovanni Pietro Fugazza y Cristoforo Rocchi, una de las pocas maquetas renacentistas en madera que han sobrevivido.
La Pinacoteca Malaspina y las colecciones de pintura hasta 1800 incluyen las siguientes obras:

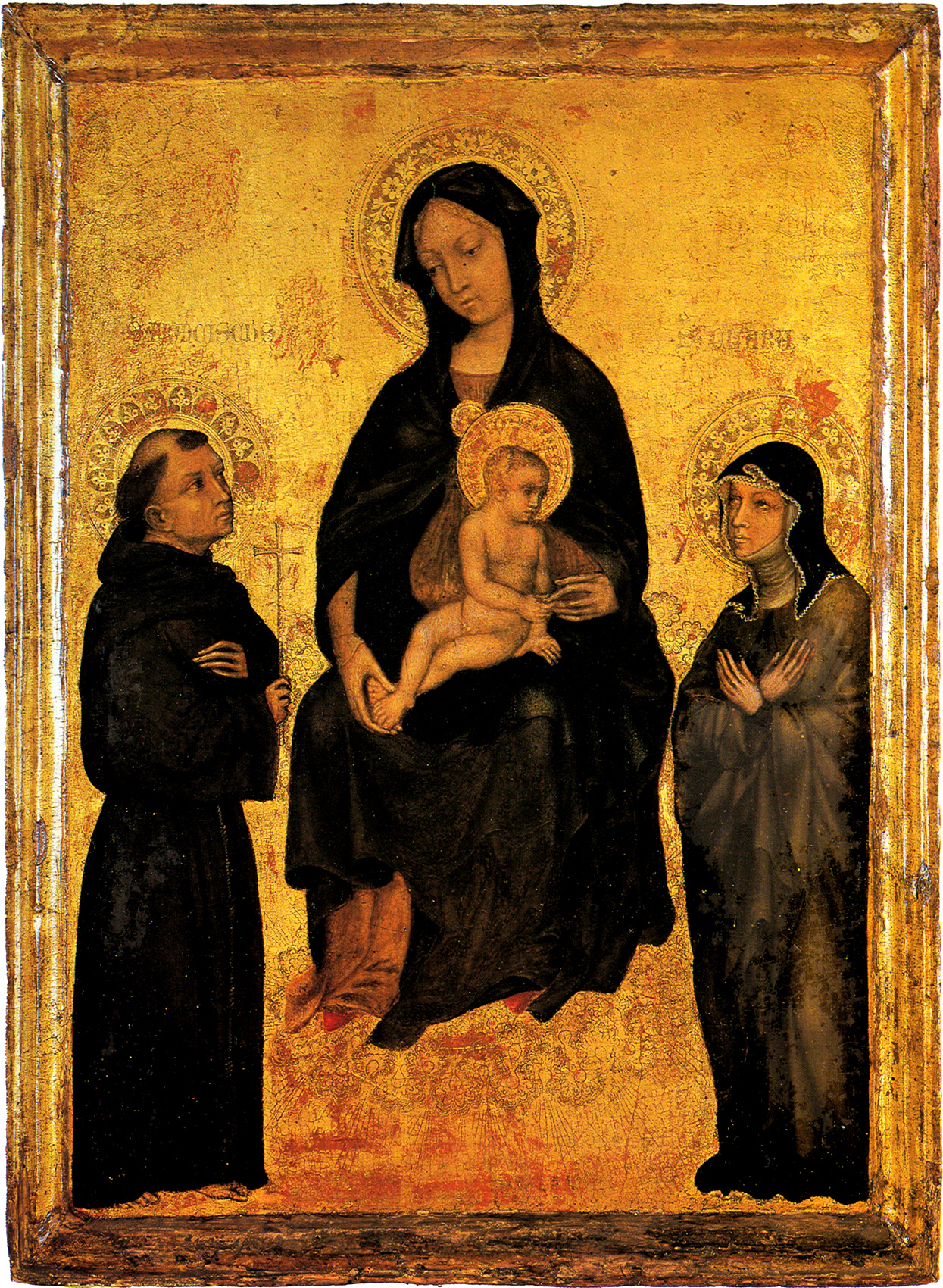
Gentile da Fabriano, Madonna en Gloria entre San Francisco y Santa Clara.

- Gentile da Fabriano, Madonna en Gloria entre San Francisco y Santa Clara.Antonello da Messina: Retrato de un hombre
- Jacopo di Casentino: San Francisco recibe los Estigmas, S. André y S. James, la Crucifixión
- Spinello Aretino: San Juan Bautista en oración
- Simone dei Crocefissi: Coronación de la Virgen
- Gentile da Fabriano, Madonna en Gloria entre San Francisco y Santa Clara
- Guariento di Arpo: Cabeza de querubín", del Palacio de Carrara en Padua
- Gentile da Fabriano: Virgen y el niño con los santos francisco y clara
- Michelino da Besozzo: La Piedad
- Michele Giambono: Verónica

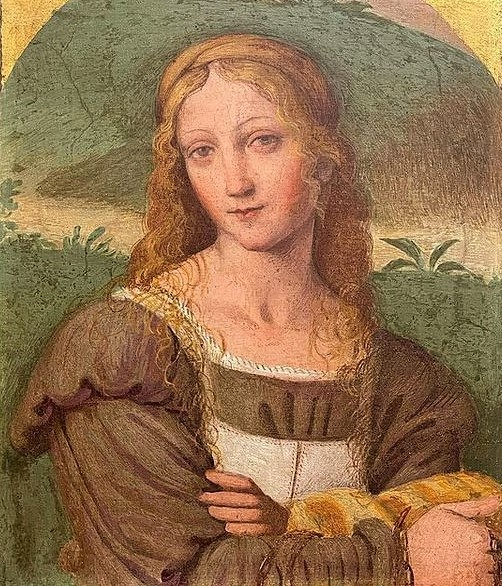
Bernardino Luini, Retrato de una dama.

- Bernardino Luini, Retrato de una dama.Vincenzo Foppa: Retablo de Bottigella
- Hugo van der Goes: Virgen y el niño
- Giovanni Bellini: Virgen y el niño
- Ambrogio Bergognone: Cristo cargando la cruz y cartujos
- Bernardo Zanale: Virgen y Niño entre Santa María Magdalena y Santa Catalina de Alejandría
- Alvise Vivarini: SS. Francisco y Juan el Bautista
- Bernardo Parentino: Escena de batalla", del monasterio de Santa Giustina en Padua
- Girolamo Mocetto: Batalla de los caballeros judíos contra los amalecitas
- Andrea del Sarto: Virgen con el Niño y S. Giovannino
- Benvenuto Tisi da Garofalo: matrimonio de la virgen
- Bernardino Luini: figura femenina
- Antonio Allegri da Correggio: Sagrada Familia con los Santos Juan e Isabel
- Defendente Ferrari: Crucifixión
- Cima da Conegliano: San Juan Evangelista

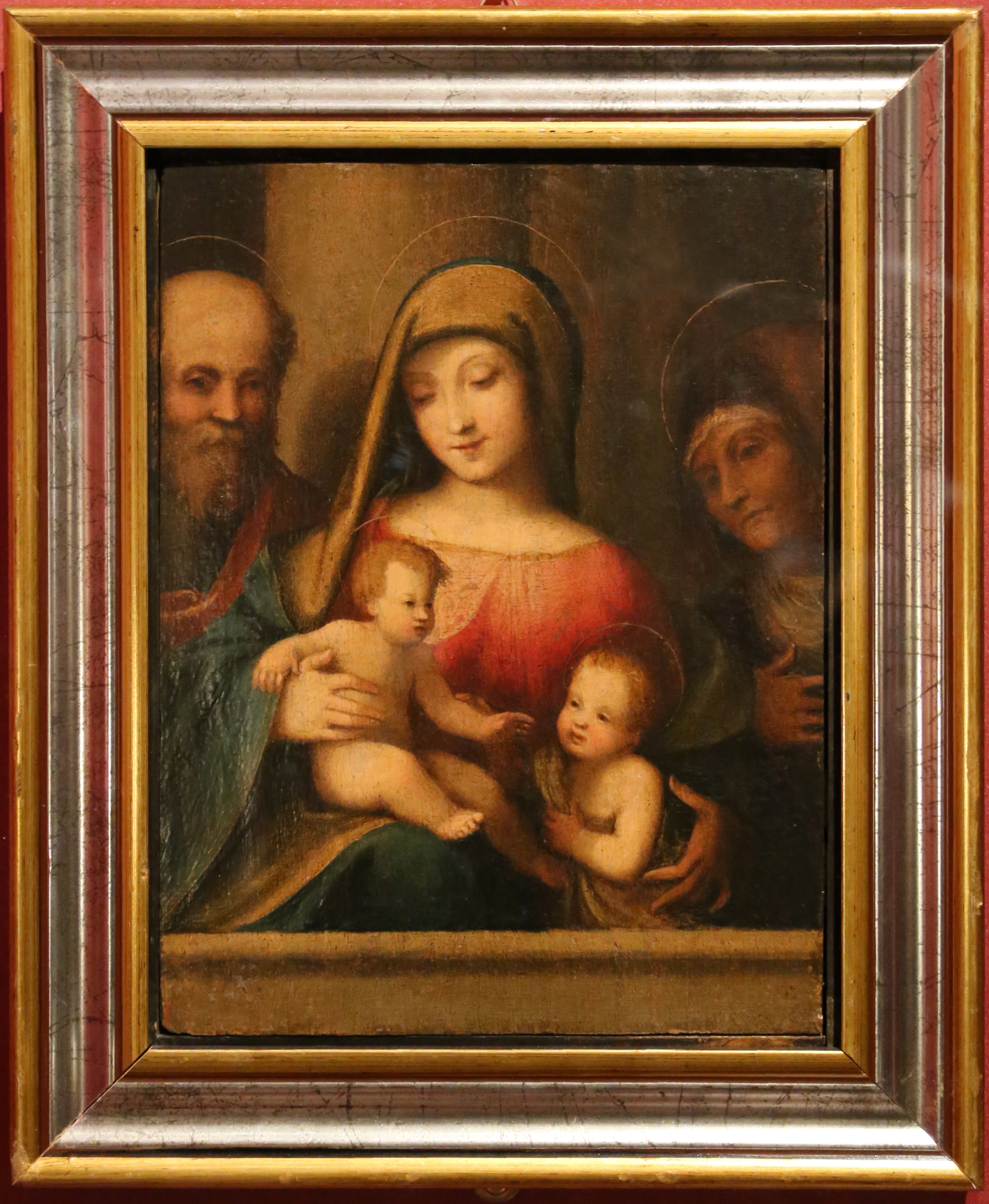
Correggio, Sagrada Familia con los Santos Juan e Isabel.

- Correggio, Sagrada Familia con los Santos Juan e Isabel. Bartolomeo Montagna: Sagrada Familia
- Benedetto Diana: Virgen y el niño
- Pietro Grammorseo: San Francisco de Asís
- Bernardino Licinio: retrato, de, dama, en, vestido rojo
- Giampietrino: Magdalena
- Paris Bordone: el Redentor
- Paris Bordone: Cristo y dos discípulos en el camino a Emaús
- Paolo Veronese: San Jerónimo penitente
- Teodoro Ghigi: adoración de los pastores
- Dario Varotari: La Piedad entre los ss. Michel y Christophe
- Giovanni Ambrogio Figino: Juno, Júpiter e Ío
- Luca Cambiaso: Virgen con el Niño, Santa Isabel y San Juan Bautista
- Palma il Giovane: Anunciación
- Giovanni Battista Trotti: Cristo en el Huerto de los Olivos
- Piermaria Bagnadore: Cristo
- Guido Reni: Santa Catalina de Alejandría
- Giacomo Cavedone: San Jerónimo
- Giovanni Battista Crespi: Tercer Jinete del Apocalipsis
- José de Ribera: Diógenes

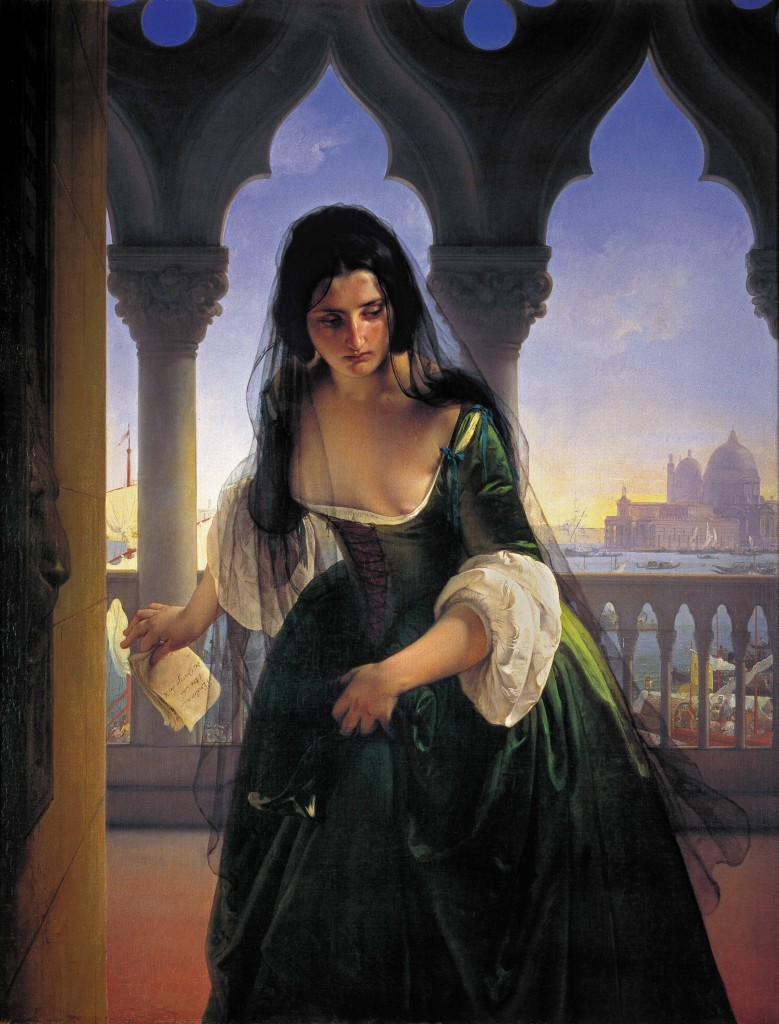
Francesco Hayez, La acusación secreta.

- Francesco Hayez, La acusación secreta.Camillo Procaccini: El regreso del hijo pródigo
- Nicola Malinconico: El juicio de París
- Carlo Francesco Nuvolone: Retrato de una mujer
- Giuseppe Bottani, Odiseo transformado por Atenea en un mendigo
- Giuseppe Bottani, Atenea revela Ítaca a Odiseo
- Giandomenico Tiepolo: líder oriental
- Giandomenico Tiepolo: Cabeza de un anciano
- Andrea Appiani: Venus e Himenas
- Francesco Hayez: La acusación secreta
- Francesco Hayez: Reconciliación de Otón II con su madre Adelaida de Borgoña
- Giovanni Carnovali: vuelo a egipto
- Giovanni Carnovali: Arianna abandonada
- Tranquillo Cremona: Retrato de Nicolás Massa
- Federico Zandomeneghi: Reflexión
- Giovanni Segantini: el cetrero
- Giuseppe Pelizza da Volpedo: caridad cristiana
- Plinio Nomellini: Lucille - la Ninina
- Giuseppe de Nittis: La dama de los binoculares
- Giorgio Kienerk: Juventud
- Giorgio Kienerk: El enigma humano
- Renato Guttuso: desnudo transversal